# La Machine à lire les pensées
La Machine à lire les pensées est une nouvelle de science-fiction d'André Maurois, publiée pour la première fois en 1937 aux éditions Gallimard, puis au sein du recueil Les Mondes impossibles à partir de 1947.

## Résumé
La Machine à lire les pensées se présente comme une confession du professeur Denis Dumoulin, spécialiste de Balzac établi à Caen et invité en 1925 à venir s’installer durant quatre mois avec sa femme Suzanne à l’université américain de Westmouth pour y donner un cours. Là-bas, il y fait la rencontre de son collègue et voisin le physicien anglais Hickey, qui lui demande un soir de l’aider à traduire un mémoire français traitant de l’action des rayons cosmiques sur les mutations des êtres vivants ; pour le remercier, ce dernier lui présente l’une de ses inventions, le « psychographe », appareil capable d’enregistrer les mouvements inconscients de la langue et du larynx durant le processus de réflexion au moyen de microphones très sensibles : en revanche, si ce dispositif est capable de restituer le discours intérieur d’un individu, il est incapable de transcrire les images qui pourraient lui venir à l’esprit.
Après lui avoir révélé à Dumoulin avoir déjà essayé l’appareil sur celui-ci à son insu, grâce à des capteurs dissimulés dans un fauteuil, Hickey finit par prêter à son collègue une nouvelle version de son invention, plus compacte et dissimulée à l’intérieur d’un faux magazine : si Dumoulin n’a au départ pas l’intention de l’utiliser, il finit, à la suite d’une dispute avec son épouse Suzanne, par l’essayer sur celle-ci, et la surprend en pleine rêverie, se remémorant avec une certaine nostalgie son béguin de jeunesse pour son cousin Adrien Lequeux. Résolu à ne pas faire reproche à sa femme de pensées obtenues au moyen d’un « cambriolage spirituel », le narrateur finit par échouer à tenir cette résolution au cours d’une dispute provoquée par la jalousie de son épouse envers Muriel Wilton, l’une des élèves de son mari : lui ayant révélé l’existence de l’appareil et ses griefs, il finit néanmoins par se réconcilier avec elle, admettant qu’il n’était pas justifié de lui faire reproche de ce qui n’était finalement qu’un souvenir bien innocent.
Désormais au courant de l’existence du psychographe, Suzanne parvient cependant à en emprunter un modèle au professeur Hickey et à l’utiliser pour enregistrer les réflexions de son mari après une soirée trop arrosée passée en compagnie de Muriel Wilton : confrontée aux rêveries de celui-ci, composées de « vagues désirs » liés à la personne de son étudiante, elle confronte Dumoulin avec violence : celui-ci parvient toutefois à la convaincre que les songes qu’elle a entendus ne sont que « des pensées fugitives, sans vigueur, sans réalité », et le couple se réconcilie une nouvelle fois.
Malgré ses griefs envers Hickey qui, en portant assistance à son épouse, l’a placé dans une situation délicate, celui-ci parvient à convaincre Dumoulin de l’assister dans une délicate affaire : le président de l’université de Westmouth, le docteur Spencer, doit prendre sa retraite à la fin de l’année universitaire, et son successeur doit encore être désigné par les trustees (membres du conseil d’administration de l’université) ; le candidat le plus naturel serait le doyen Turner, un administrateur compétent et honnête qui a les faveurs de Hickey comme de Dumoulin. Cependant un autre candidat, le professeur Windbag, inquiète le premier : arriviste et sans scrupule, Hickey craint que celui-ci ne cherche à discréditer Turner en ridiculisant publiquement l’épouse de ce dernier, femme charmante mais aux goûts surannées. Afin de révéler sa duplicité, Hickey invite Windbag chez lui, et le laisse seul un moment afin de pouvoir enregistrer ses pensées à loisir : grâce à cette manœuvre, il recueille la preuve que son invité cherche notamment à organiser des chahuts durant les cours de Turner pour le discréditer ; cela fait, Hickey demande donc l’assistance de Dumoulin afin de convaincre le président Spencer de la fiabilité de son appareil et de la duplicité de Windbag, ce qu’ils parviennent à accomplir sans difficulté. Afin de régler définitivement le problème, Spencer soumet par surprise au conseil suivant des trustees la question de sa succession, et leur enjoint de voter pour le doyen ; n’ayant pas eu le temps de s’organiser, les partisans de Windbag sont battus à plate couture, et Turner est élu.
Si l’existence du psychographe était jusque-là restée confidentielle, deux incidents surviennent rapidement, incidents qui ont pour effet de le révéler au public : un match de football américain entre Westmouth et West-Point qui se solde par la victoire surprise des premiers en raison de l’utilisation frauduleuse de l’appareil par l’assistant d’Hickey pour découvrir en amont les stratégies de l’équipe adversaire ; l’emploi de ce même appareil sur la demande du gouverneur de l’État pour s’assurer de la culpabilité d’un certain Ladislas Kogacz, condamné à mort pour l’assassinat du mari de sa maîtresse (l’examen révéla qu’il avait commis deux autres meurtres). Le psychographe jouissant désormais d’une certaine notoriété, Edward Fork, magnat du monde de la radio et l’un des trustees de Westmouth, parvient à convaincre Hickey de fonder avec lui The Psychograph Compagny, destinée à la commercialisation de la machine auprès du grand public : par amitié, ce dernier persuade Dumoulin de devenir l’agent de la branche française de la firme.
A leur retour en France, les époux Dumoulin se retirent pour se reposer dans une villa louée à Ouistreham, où ils reçoivent différents membres de la famille de Suzanne, sur lesquels Denis s’emploie à essayer à leur insu ses appareils. Le premier d’entre eux est son beau-frère Maxime Heurteloup, directeur d’une usine de coton de Rouen à la situation difficile et époux de l’une des sœurs de Suzanne, Marie-Claude : de convictions politiques opposés (Dumoulin étant un partisan du parti radical et Heurteloup de l'alliance démocratique), les deux hommes ne s’entendent guère ; l’examen des pensées de son beau-frère le révèle cependant au narrateur sous un jour complètement différent, au point qu’une certaine sympathie finit par émerger entre eux et que Dumoulin se décide à confier à Maxime la direction de la branche française de la compagnie du psychographe en raison de ses qualités certaines d’administrateur. Après avoir essayé successivement son appareil sur le cousin de sa femme Adrien Lequeux ainsi que sur ses beaux-parents, il finit par expliquer le fonctionnement de l’appareil à sa belle-sœur Henriette, seule personne de la famille de sa femme pour laquelle il éprouve une réelle sympathie, rendue malheureuse par un mari volage et dépensier : après avoir émis le désir de lui emprunter l’appareil pour découvrir le véritable contenu de ses pensées, elle se suicide en se jetant à la mer près de Cannes, ayant réalisé grâce au psychographe l’étendue de ses malheurs.
Le narrateur conclut son récit en relevant le manque d’intérêt des Européens pour cette machine, contrairement aux Américains, et sur le déclin relatif de la compagnie du psychographe. Dans une carte adressée au couple Dumoulin, le physicien Hickey tire la conclusion de cette triste aventure : « Le discours intérieur n’est pas plus vrai que le discours public ; celui-ci nous protège des autres et celui-là de nous-mêmes. »

## Éditions

### Éditions francophones
- André Maurois, La Machine à lire les pensées, aquarelles de Charles Roussel, Paris : Gallimard, 1937, 221 p.[1]

- André Maurois, Les mondes impossibles : récits et nouvelles fantastiques, Paris, Gallimard, 1947, 310 p.[2]
- André Maurois, Œuvres complètes : Les Mondes impossibles - Les Mondes imaginaires - Tu ne commettras point d'adultère, t.  VII, bois de Louis Jou, Paris, Grasset, 1951[3].
- André Maurois, Les mondes impossibles : récits et nouvelles fantastiques, Paris, Club des libraires de France, 1957, 360 p.[4]
- André Maurois, La Machine à lire les pensées - Le Peseur d'âmes - Voyage au pays des Articoles, Paris, Le Livre de poche, 1966, 384 p.[5]

### Traductions
- André Maurois, The Thought Reading Machine, traduction anglaise de James Whitall, Londres, Jonathan Cape, 1938 ; New York, Harper & Brothers, 1938.